# Ménil (Mayenne)
Ménil è un comune francese di 992 abitanti situato nel dipartimento della Mayenne nella regione dei Paesi della Loira.

## Società

### Evoluzione demografica
Abitanti censiti